# Список упразднённых и переименованных регионов СССР
Список упразднённых и переименованных регионов СССР.

## Союзные республики
- Бухарская Советская Социалистическая Республика (19 сентября — 27 октября 1924) — территория распределена между другими республиками по национальному признаку.
- Карело-Финская Советская Социалистическая Республика (31 марта 1940 — 16 июля 1956) — преобразована в Карельскую АССР в составе РСФСР.
- Федеративный Союз Социалистических Советских Республик Закавказья (12 марта — 13 декабря 1922), позже Закавказская Советская Федеративная Социалистическая Республика (13 декабря 1922 — 5 декабря 1936) — разделена на Азербайджанскую, Армянскую и Грузинскую ССР.
- Хорезмская Советская Социалистическая Республика (30 октября 1923 — 27 октября 1924) — территория распределена между другими республиками по национальному признаку.

## Азербайджанская ССР
- Бакинская область (3 апреля 1952 — 23 апреля 1953),
- Гянджинская область (3 апреля 1952 — 23 апреля 1953),
- АО Нагорного Карабаха (7 июля 1923 — 1937) — переименована в Нагорно-Карабахскую АО,
- Нахичеванский автономный край (февраль 1924 — 9 февраля 1937) — переименован в Нахичеванскую АССР,

## Армянская ССР
- Ереванский округ (17 января 1952 — 18 апреля 1953)
- Кироваканский округ (17 января 1952 — 18 апреля 1953)
- Ленинаканский округ (17 января 1952 — 18 апреля 1953)

## Белорусская ССР
- Барановичская область (с 5 декабря 1939 по 8 января 1954) вошла в Брестскую, Гродненскую, Минскую и Молодечненскую,
- Белостокская область (с 4 декабря 1939 по 20 сентября 1944) вошла в Польшу,
- Бобруйская область (с 20 сентября 1944 по 8 января 1954) вошла в Гомельскую, Минскую и Могилёвскую,
- Вилейская область (с 5 декабря 1939 по 20 сентября 1944) переименована в Молодечненскую, часть вошла в Полоцкую,
- Молодечненская область (с 20 сентября 1944 по 20 января 1960) вошла в Витебскую, Гродненскую и Минскую,
- Пинская область (с 4 декабря 1939 по 8 января 1954) вошла в Брестскую,
- Полесская область (с 15 января 1938 по 8 января 1954) вошла в Гомельскую,
- Полоцкая область (с 20 сентября 1944 по 8 января 1954) вошла в Витебскую и Молодечненскую,

## Грузинская ССР
- Тбилисская область (5 ноября 1951 — 23 апреля 1953),
- Кутаисская область (5 ноября 1951 — 23 апреля 1953),
- АО Южной Осетии (20 апреля 1922 — 5 декабря 1936) — переименована в Юго-Осетинскую АО,
- Автономная Социалистическая Советская Республика Аджаристан (16 июля 1921 — 5 декабря 1936) — переименована в Аджарскую АССР.

## Казахская ССР
- Акмолинская область (14 октября 1939—26 декабря 1960) — вошла в состав Целинного края, 24 апреля 1961 года восстановлена как Целиноградская область,
- Западно-Казахстанская область (10 марта 1932—3 мая 1962) — преобразована в Уральскую область,
- Западно-Казахстанский край (3 мая 1962—1 декабря 1964),
- Мангышлакская область (20 марта 1973—июнь 1988) — упразднена, в 1990 году восстановлена как Мангистауская область,
- Целинный край (26 декабря 1960—19 октября 1965),
- Южно-Казахстанская область (10 марта 1932—3 мая 1962) — преобразована в Чимкентскую область,
- Южно-Казахстанский край (3 мая 1962—1 декабря 1964).

## Киргизская ССР
- Нарынская область (11 декабря 1970 — 5 октября 1988),
- Тянь-Шаньская область (21 ноября 1939 — 30 декабря 1962),
- Фрунзенская область (21 ноября 1939 — 27 января 1959),

## Латвийская ССР
- Даугавпилсская область (8 апреля 1952 — 25 апреля 1953),
- Лиепайская область (8 апреля 1952 — 25 апреля 1953),
- Рижская область (8 апреля 1952 — 25 апреля 1953),

## Литовская ССР
- Вильнюсская область (20 июня 1950 — 28 мая 1953),
- Каунасская область (20 июня 1950 — 28 мая 1953),
- Клайпедская область (20 июня 1950 — 28 мая 1953),
- Шяуляйская область (20 июня 1950 — 28 мая 1953),

## Молдавская ССР
- Молдавская Автономная Советская Социалистическая Республика (12 октября 1924 — 2 августа 1940) — вышла из состава УССР,

## Таджикская ССР
- Гармская область (27 октября 1939 — 24 августа 1955),
- Кулябская область (27 октября 1939 — 24 августа 1955, 29 декабря 1973 — сентябрь 1988),
- Курган-Тюбинская область (7 января 1944 — 23 января 1947, 1977 — сентябрь 1988),
- Ленинабадская область (27 октября 1939 — 28 марта 1962, с 23 декабря 1970) сейчас — Согдийская область,
- Сталинабадская область (27 октября 1939 — 10 апреля 1951),
- Ура-Тюбинская область (19 января 1945 — 23 января 1947),

## Туркменская ССР
- Ашхабадская область (21 ноября 1939—25 мая 1959, 27 декабря 1973 — август 1988),
- Керкинская область (29 декабря 1943 — 23 сентября 1947),
- Красноводская область (21 ноября 1939—23 сентября 1947, 4 апреля 1952—9 декабря 1955, 27 декабря 1973 — август 1988),

## Узбекская ССР
- Джизакская область (29 декабря 1973 — 6 сентября 1988),
- Навоийская область (20 апреля 1982 — сентябрь 1988)

## Украинская ССР
- Аккерманская область (с 7 августа 1940 по 7 декабря 1940) — переименована в Измаильскую,
- Ворошиловградская область (с 3 июня 1938 по 5 марта 1958 и с 5 января 1970 по 1990) — переименована в Луганскую,
- Дрогобычская область (с 4 декабря 1939 по 21 мая 1959) — включена во Львовскую,
- Измаильская область (с 7 декабря 1940 по 15 февраля 1954) — включена в состав Одесской,
- Каменец-Подольская область (с 22 сентября 1937 по 4 февраля 1954 — переименована в Хмельницкую,
- Крымская область (включена в состав как область УССР 26 апреля 1954) — АССР с 19 июня 1991,
- Сталинская область (с 3 июня 1938 по 9 ноября 1961) — переименована в Донецкую,
- Станиславская область (с 4 декабря 1939 по 9 ноября 1962) — переименована в Ивано-Франковскую,
- Тарнопольская область (с 4 декабря 1939 по 9 августа 1944) — переименована в Тернопольскую.

## Эстонская ССР
- Пярнуская область (10 мая 1952 — 28 апреля 1953),
- Таллинская область (8 апреля 1952 — 28 апреля 1953),
- Тартуская область (8 апреля 1952 — 28 апреля 1953).